# عين الحنش
عين لحنش أو عين حنش موقع في ولاية سطيف يبعد حوالي 35 كلم عن سطيف ويتبع لبلدية القلتة الزرقاء بنواحي دائرة العلمة. 
اكتشف العالم الفرنسي أرامبورغ سنة 1947 في هذا الموقع أقدم آثار للإنسان في شمال إفريقيا تعود إلى 1.8 مليون سنة قبل الميلاد.
عثر في الموقع على عدة أدوات من حجر الصوان وبعض من عظام لحيوانات منقرضة اصطادها الإنسان ليأكلها ويستخدم عظامها كأداة إلى جانب سكاكينه الحجرية.
يحظى موقع «عين الحنش» بتوفر المعطيات الكرونولوجية، الباليونتولوجية، السلوكية والتأقلمية التي أضفت عليه أهمية كبرى. تدل هذه المعطيات على أنّ أولى السّلالات البشرية قد عمّرت البلاد المغاربية منذ 1.8 مليون سنة، مزامنة بذلك مثيلاتها بموقع أولدوفاي (تنزانيا) وكوبي فورا (كينيا). لقد استقرت هذه المجموعات البشرية الأولى بسهول نهرية، بمحاذاة الوديان والمنابع المائية بصحبة حيوانات السّفانا.